# Кекорка
Кеко́рка — упраздненная в декабре 2015 года деревня, на территории Туринского городского округа Свердловской области, Россия.

## Географическое положение
Урочище Кекорка Туринского городского округа расположено в 22 километрах (по автодороге — в 37 километрах) к юго-востоку от города Туринска, на левом берегу реки Тура, в 0,8 километрах от её русла.

## История
В декабре 2015 года областным законом № 161-ОЗ деревня Кекорка была упразднена.

## Население
| 2002 | 2010 |
| ---- | ---- |
| 0    | →0   |